# Rue Lecuirot
La rue Lecuirot est une voie du 14e arrondissement de Paris, en France.

## Situation et accès
La rue Lecuirot est une voie publique située dans le 14e arrondissement de Paris. Elle débute au 141 bis, rue d'Alésia et se termine au 18, rue Louis-Morard.

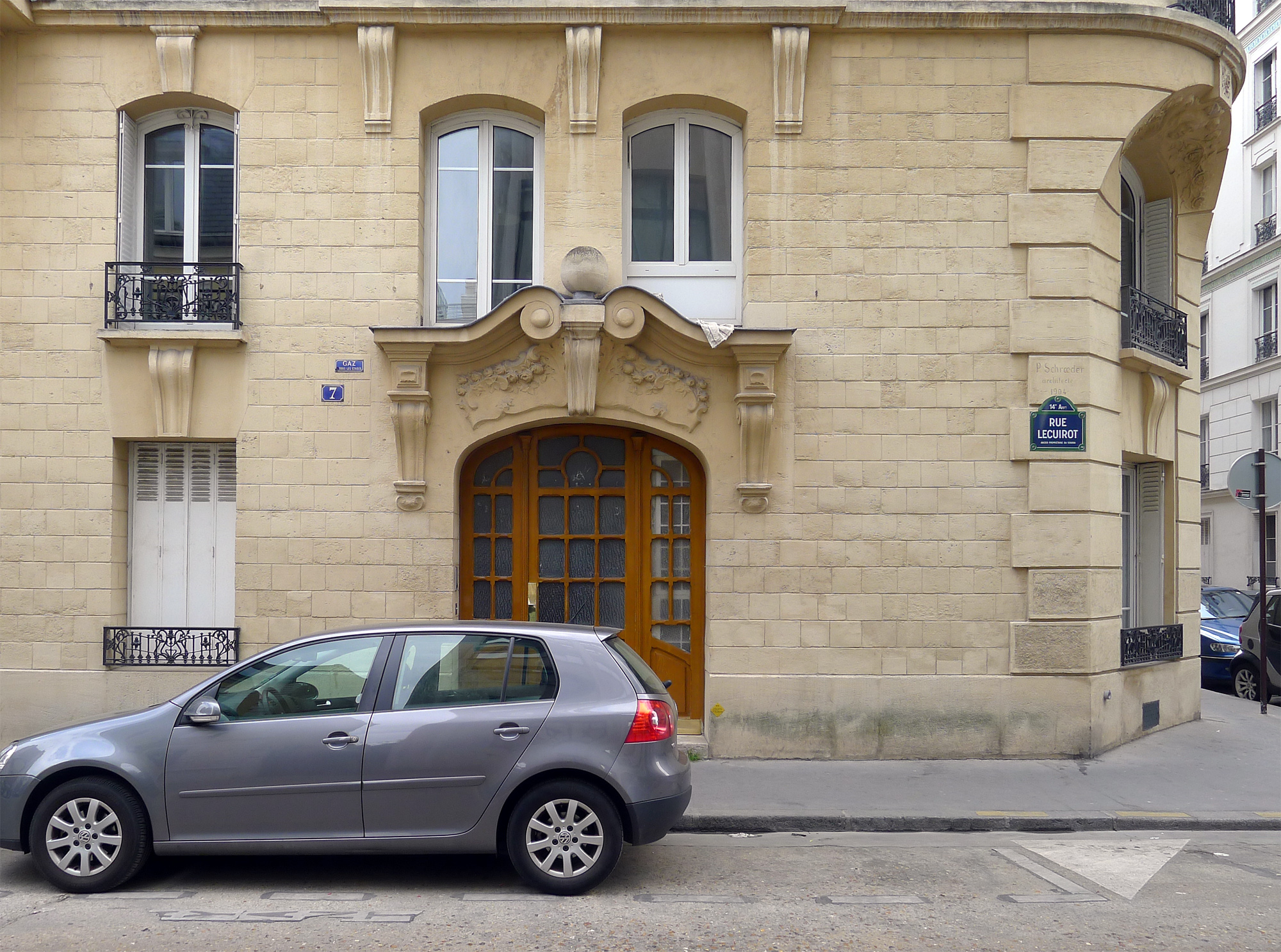
No 7.
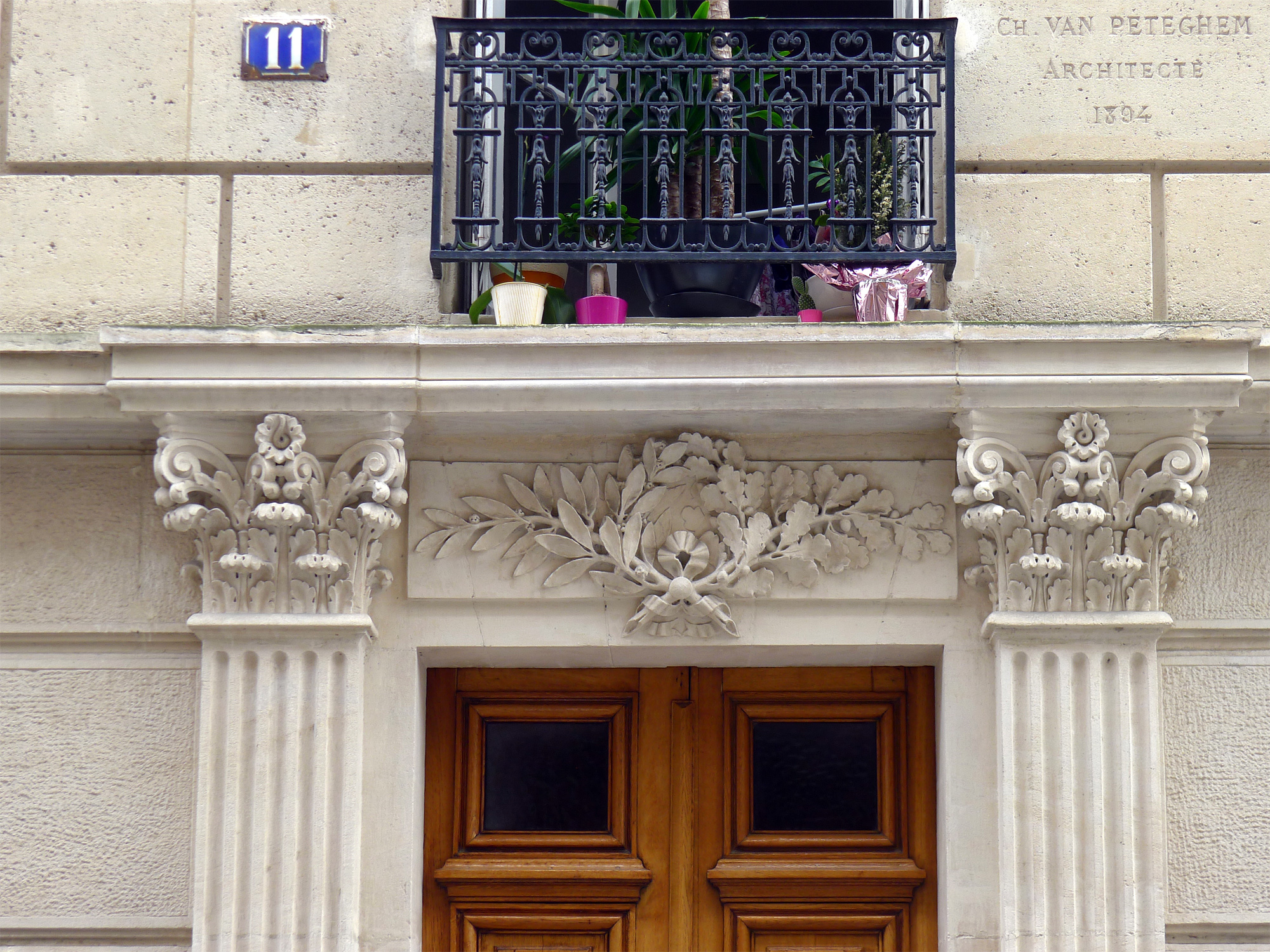
No 11 : moulures et pilastres de l'entrée.

## Origine du nom
La rue tire son nom de celui d'un ancien propriétaire.

## Historique
La voie est ouverte sous sa dénomination actuelle en 1890 puis est classée dans la voirie de Paris par décret du 12 février 1935.